# Dům U Dvou hrdliček
Dům U dvou hrdliček je vrcholně barokní dům v Nosticově ulici č. 466/5 v Praze. Původní dům byl renesanční z počátku 17. století, přestavěný kolem roku 1726. Autorem přestavby je pravděpodobně Kilián Ignác Dientzenhofer, který návrh zhotovil pro svého kolegu, královského tesařského mistra Josefa Lefflera. Po roce 1990 dům prošel celkovou rekonstrukcí, je součástí rezervace UNESCO a kulturní památkou hlavního města Prahy.

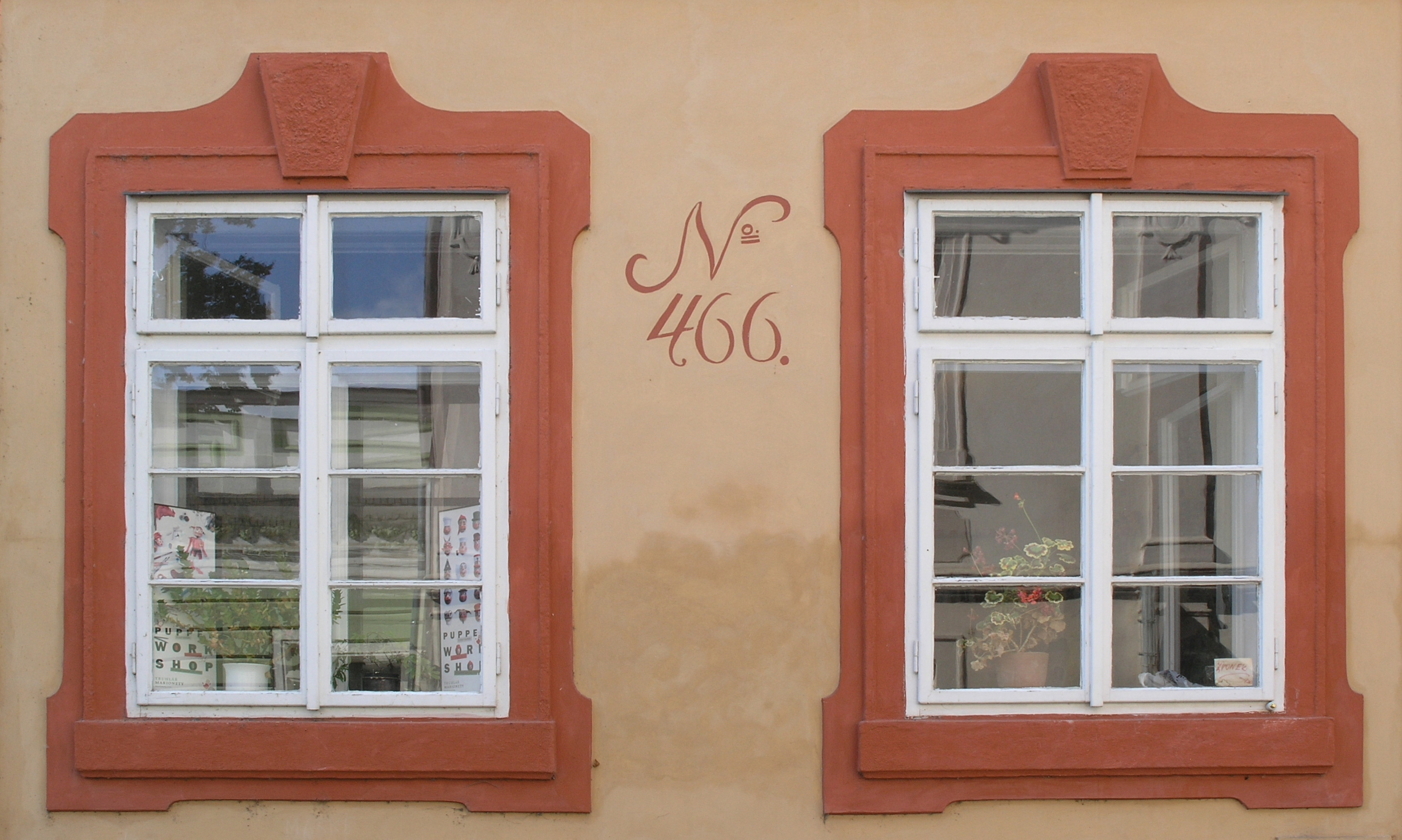
Okna přízemí
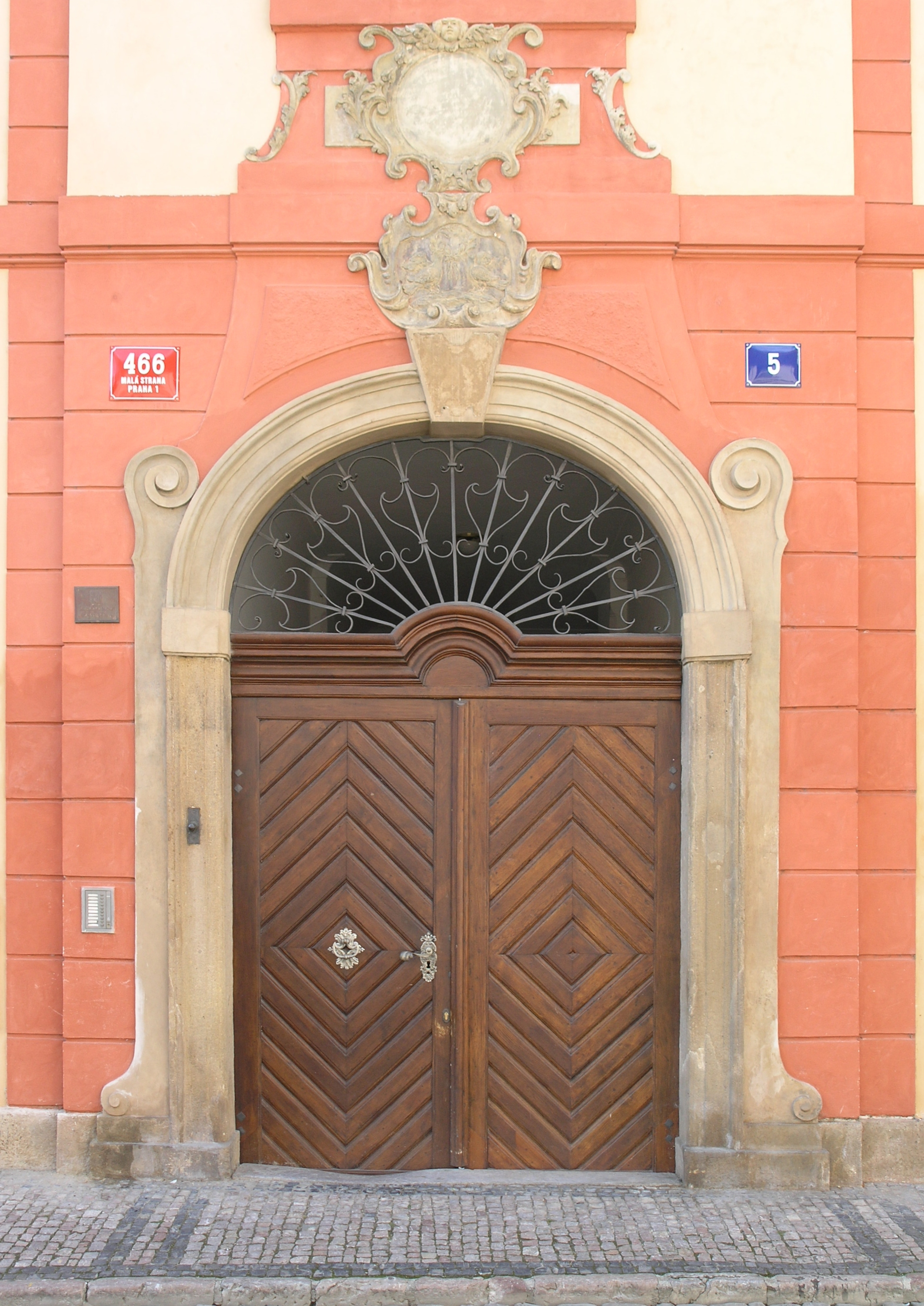
Portál
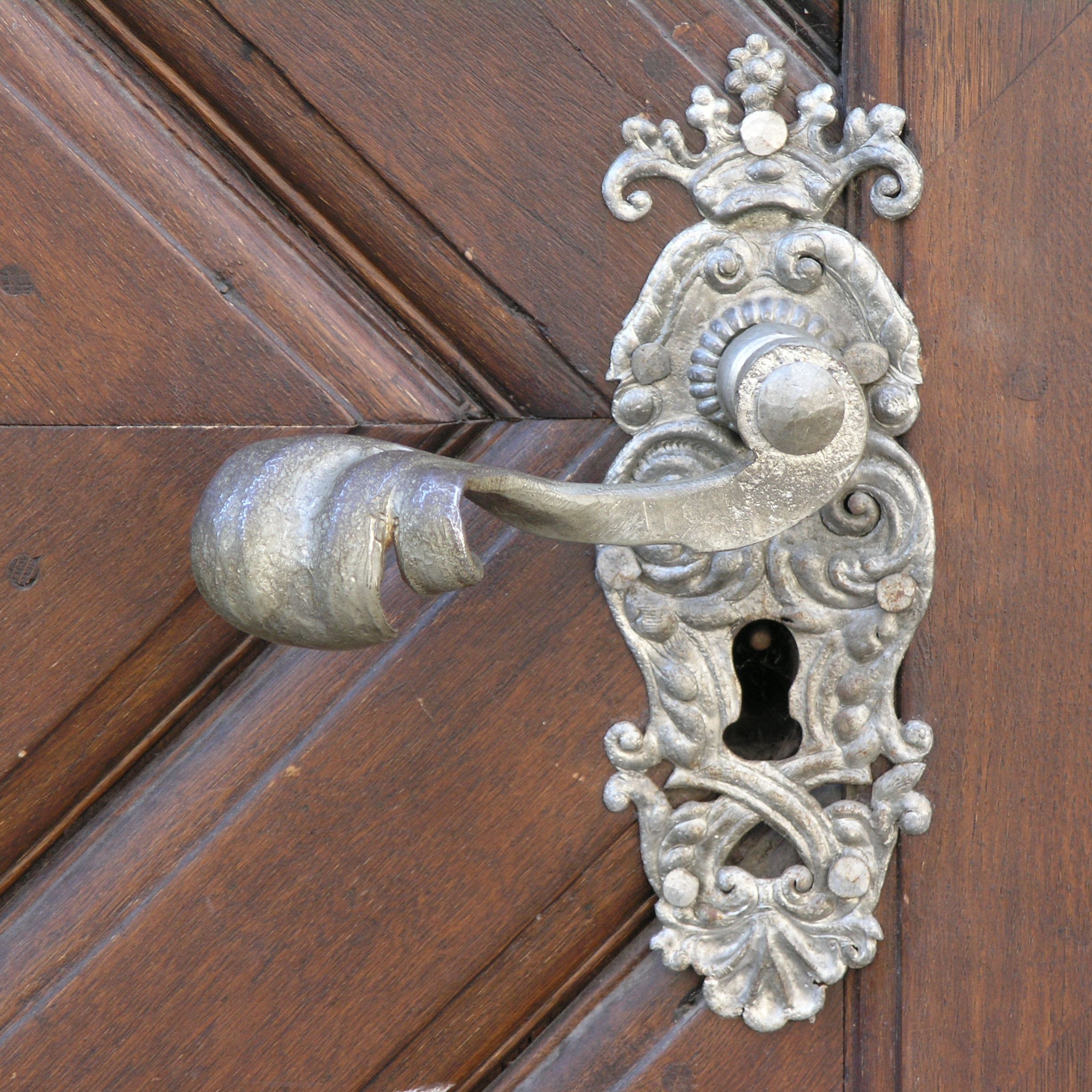
Detail kliky